# 天田ヒロミ
天田 ヒロミ（あまだ ヒロミ、本名：天田 広美、1973年5月10日 - ）は、日本の元男性キックボクサー。群馬県群馬郡群馬町（現・高崎市）出身。天田フィジカル＆ボクシングスクール所属。k-1JAPAN GP 2004 優勝。
元HEATキックルール ヘビー級王者。全日本アマチュアボクシング選手権大会優勝。
アマチュアボクシング（ライトミドル級）出身で、パンチを主体とした戦いをする。

## 来歴
10代の頃は暴走族に所属していたが、前橋育英高校でアマチュアボクシングと出会い更生。
暴走族時代は「60日連続でケンカ」と豪語するほど荒れており、自転車に乗っている時に後ろから不意打ちされて頭部に40針を縫う大怪我を負い、頭皮が捲れて頭蓋骨が見える程であったという。喧嘩の仕返しに車でひき逃げされたこともある。ある日喧嘩でやりすぎて自宅を40人程度の不良に囲まれたが、その時警察関係で旗振りをしていた父親が仕事着で家から出てきたため、不良達が警察と勘違いして逃げて事無きを得た。そんな天田は高校は卒業したいという考えから高校1年の夏休みに予定されていた集会を欠席し、けじめとして暴走族のメンバーからリンチを受けて脱退した。
高校では部活は強制加入でありどこにも入部しないと退学になるという理由で当初はゴルフ部に入部していた。天田は本当は入学当初からボクシングを行いたかったのだがボクシング部の先生が「おまえはボクシングをケンカで使うから入れない」と入部拒否していた。ところがゴルフ部の顧問とある日喧嘩して勝ってしまったため顧問が「もう面倒を見ない」と匙を投げ、ボクシング部の顧問に「おまえが面倒を見ろ！」と天田を押し付けた。高校時代は学園ドラマの暴力・非行描写をよく真似ていた。
高校時代には国体で優勝しており、中央大学ではボクシング部の主将を務めた。全日本アマチュアボクシング選手権大会でライトミドル級の常連、1993年は準決勝で伊藤辰史にRSC勝ち。1996年には優勝を果たしている。アマチュアボクシングでの通算戦歴は102戦86勝16敗。
中央大学時代は1年のうち3分の2は合宿であり学校にほとんど行っていなかったため4年間で取得した分では単位が足りず、2年留年しないとどうしても卒業に必要な単位を取得できない状況であった。さらに、バブル崩壊により両親が学費を払えなくなったため、配管工として働きながら大学に通わざるを得なくなった。配管工としては月収40万円に達したが大学はきちんと卒業した。
大学卒業前にK-1からスカウトされ、プロ格闘家に転向。
因みに、竹原慎二がWBAタイトル初防衛戦でウィリアム・ジョッピーに叩きのめされたのを目の当たりにしたことから、「竹原さんでこれなんだから、俺が通用するのかな……」と自信を無くし、プロボクサーになるつもりはなかった。
正道会館時代は石井和義に非常に可愛がられており、「飯を食え!」「服でも買え!」といったぐあいに事ある毎に20万円以上の金を貰っていた。
1999年8月22日、K-1 JAPAN GP '99に出場。1回戦で瀧川リョウにKO勝ち、2回戦で滕軍に判定勝ちするも、準決勝で武蔵に判定負け。
1999年10月3日、K-1 GRAND PRIX '99に出場。GP1回戦でアンディ・フグにKO負け。
2000年5月28日、JAPAN GP 2000に出場。1回戦で宮本正明にKO勝ち、2回戦で鈴木政司にTKO勝ち、準決勝で滕軍に判定勝ちするも、決勝で武蔵に判定負けで、準優勝に終わる。
2000年10月9日、K-1 WORLD GP 2000に出場。GP1回戦でトーマス・クチャゼウスキーにKO勝ちするも、準決勝でミルコ・クロコップに判定負け。
2001年6月16日、K-1 WORLD GP 2001 in MELBOURNEで行われた、オセアニアGPの1回戦でマーク・ハントにKO負け。
2002年1月レネ・ローゼに1RKO勝ち、2002年3月ジェロム・レ・バンナにKO負け、2002年4月タケルにKO勝ち。
2002年9月22日、K-1 JAPAN GP 2002に出場。1回戦で武蔵に判定負け。
2003年4月トム・エリクソンに4RKO勝ち。
2003年9月21日、K-1 JAPAN GP 2003に出場。1回戦で中迫剛に判定勝ち、準決勝で藤本祐介に判定負け。
2003年11月3日、新日本プロレスで柴田勝頼とK-1ルールで対戦。1R早々にダウンを喫するも、その後猛攻を加えて、KO勝利を収めた。
2004年2月キモにKO勝ち、2004年3月バター・ビーンに判定勝ち。
2004年6月26日、K-1 JAPAN GP 2004に出場。1回戦で内田ノボルに判定勝ち、準決勝で富平辰文にKO勝ち、決勝でノブ・ハヤシに判定勝ち。JAPAN GP初優勝を果たし、誕生したばかりの双子の息子、虎汰郎、虎次郎をリングに上げる。
2004年9月25日、K-1 WORLD GP 2004に出場。GP1回戦でレイ・セフォーに判定負け。同年12月4日、K-1 WORLD GP 2004のリザーブファイトでジェロム・レ・バンナにKO負け。
2005年6月14日、K-1 WORLD GP 2005に出場。1回戦で富平辰文と対戦し、肋骨骨折により敗退。
2006年7月30日、K-1 REVENGE 2006 K-1 WORLD GP 2006 in SAPPOROでは、ハリッド"ディ・ファウスト"と対戦予定だったがハリッドが負傷したため対戦相手がフレディ・ケマイヨに変更。そのケマイヨに判定勝ち。
2007年3月4日、K-1 WORLD GP 2007 IN YOKOHAMAでは札幌大会で対戦予定だったハリッド"ディ・ファウスト"との対戦が決定するも、来日してから高熱が続いたため、ドクターストップ。対戦相手がグーカン・サキに変更される。試合は、サキの執拗なまでのローキックで2R終盤にスタンディングダウン、終了時にその場に倒れ込み、何とかコーナーに戻るもタオルが投入されTKO負け。
2007年5月に放映されたテレビ朝日系「GET SPORTS」の密着取材により、一度引退を決意し、2005年に格闘家活動続行にも理解のある不動産会社に就職していたが、2007年に経営悪化により半ば倒産状態になり社員契約解除となった。今後も現役選手を続けながら将来的にトレーナーを目指す意向とのことで、活動に理解のある再就職先を探しながらの格闘技活動であることが初めて公にされた。
2007年6月23日、K-1 WORLD GP 2007 IN AMSTERDAMでヨーロッパ・トーナメントに参戦。1回戦でポール・スロウィンスキーと対戦し、左ローキックでKO負け。
2007年10月25日午前3時半頃、東京都荒川区にて、アルバイト先から自転車で帰宅中、車道を並走のトラックに幅寄せされたと思い、信号待ちの際に注意。しかし応答がなく無視されたと思い、立腹して運転手を殴打。傷害容疑で書類送検された。本人は酩酊状態であった。のちに被害者との示談が成立し、K-1からは出場停止処分を受けた。
2008年3月9日、新日本キックボクシング協会「MAGNUM 16」でスウィーン・カーオ（タイ）の代わりにルスラン・カラエフと対戦。3Rに右膝蹴りでKO負け。計5回のダウンを奪われた。出場発表されたのが、大会の休憩時間中という緊急参戦であった。
2008年12月14日、初参戦となったHEATでこの日より開幕したキックルール ヘビー級トーナメントに出場。1回戦でプリンス・アリと対戦し、タオル投入によるTKO勝ち。
2009年3月28日、HEAT 9のトーナメント準決勝でムーン・ボーラムと対戦し、判定勝ち。
2009年7月18日、HEAT 10のトーナメント決勝で上原誠と対戦し、判定勝ちを収めHEATキックルール ヘビー級王座を獲得した。
2010年1月17日、新日本キックボクシング協会「BRAVE HEARTS 13」で内田ノボルの引退試合（2分1Rのエキシビションマッチ）の相手を務めた。
2010年7月18日、HEAT 14で行なわれたHEATキックルール ヘビー級タイトルマッチでムーン・ボーラムと対戦し、1RTKO勝ちで王座の初防衛に成功した。当初は富平辰文との防衛戦が予定されていたが、富平の負傷欠場により対戦相手が変更された。
2010年8月25日、BOXFIGHT旗揚げ戦のメインイベントでプロボクサー経験者の須藤信充と対戦し、右フックでKO勝ちを収めた。
2010年12月1日、Fujiwara Festival 〜藤原祭り2010〜のWPMF日本ヘビー級王座決定戦でKOICHIと対戦し、0-3の判定負けを喫し王座獲得ならず。
2011年3月13日、HEAT17で行なわれたHEATキックルール ヘビー級タイトルマッチで富平辰文と対戦し、序盤からパンチでペースを握りローキックをきかされるも手を休めず攻め続け2-0の判定勝ちを収め防衛に成功した。
2012年7月14日、大阪府立体育会館にて開催された GENOME 21 にてIGF初参戦を果たし、キックルールマッチにて角谷正義を1R2分3秒でKO。
2012年9月29日、愛知県体育館にて開催された GENOME 22 にて師匠であるピーター・アーツとタッグを組み、初のプロレスリングルールマッチに挑戦。
2012年10月14日、両国国技館で開催された K-1 WORLD GP Final 16 に参戦。上原誠に判定負けを喫する。
2012年12月31日、両国国技館で開催された INOKI BOM-BA-YE 2012 に参戦。プロレスリングルールにてレイ・セフォーとタッグを組む。
2013年9月28日、愛知県体育館にて開催された GENOME 28 にてプロレスリングルールにて小川直也とシングルマッチにて初対決。
2013年11月3日、大阪府のはびきのコロセアムにて開催された チャクリキ ファイティング カーニバル 2013に参戦。ノブ・ハヤシの特別公開スパーリングの相手を務める。
2013年11月17日、熊本県の益城町総合体育館メインアリーナにて開催された LEGEND 4 に参戦。大会セミファイナルにてMr.神風に判定勝ち。
2013年12月31日、両国国技館にて開催された INOKI BOM-BA-YE 2013 に参戦。自身初となるキック&MMAミックスルールに挑む。
2014年1月25日、前年9月13日に再審議で無効試合となった因縁のRISEヘビー級王座挑戦者決定戦の羅王丸との再戦に判定勝利を収め、王座挑戦権を獲得する。
2014年4月11日、長女誕生。
2014年4月29日、RISE 99にてヘビー級王座に挑戦。1〜3Rまでパンチを主体にペースを握るも、3Rにカウンターのハイキックを喰らいTKO負け。
2014年7月13日、福岡国際センターにて開催された GENOME 30 に参戦。プロレスリングルールにてジェロム・レ・バンナと初タッグ結成。
2014年8月2日、ノブ・ハヤシと組んで「キングオブコント2014」に参戦。初戦敗退となるも、コントで会場を沸かせた。
2014年12月13日、中国広東省佛山市の佛山嶺南明珠体育館にて開催された「搏撃王者佛山争霸賽」に日本選手団のエースとして参戦。大会メインイベントで張暢と戦った。
2015年1月31日、石垣島での初の国際格闘技大会「武勇伝」にてMr.神風と再戦し3-0の判定勝ち。相手のMr.神風は同年11月15日に急逝し、これが生前最後の試合となった。
2015年3月15日、ドージョーチャクリキ・ジャパンの主催大会「CHAKURIKI 1」のメインイベントを務め、池田強宏を2RKOした。
2015年4月18日、「SHOOT BOXING 2015 act.2」後楽園ホール大会にてシュートボクシングに初参戦。
2015年7月20日、「火の国格闘伝説 LEGEND 6」ANAクラウンプラザホテル熊本ニュースカイ大会に参戦。異種格闘技戦ルールでプロレスラーの松崎和彦をボディブローでKO。
2015年12月19日、新団体MATの旗揚げ戦メインイベントにて工藤勇樹から3ダウンを奪い、ジャッジ3者とも30-25の判定圧勝にて大会を締める。
2016年9月18日、新日本キックボクシング協会「TITANS NEOS 20」に参戦。大会セミファイナルでアルゼンチンのマウロ・エレーラ選手から判定勝ちを収める。
2020年5月18日、青森市内でキックボクシングの指導、飲食店経営、人材派遣業をやっていたが、新型コロナウイルスの感染拡大の影響で全ての仕事を失ったと明かした。

## 戦績

### キックボクシング
| キックボクシング 戦績 | キックボクシング 戦績 | キックボクシング 戦績 | キックボクシング 戦績 | キックボクシング 戦績 | キックボクシング 戦績 | キックボクシング 戦績 |
| --------------------- | --------------------- | --------------------- | --------------------- | --------------------- | --------------------- | --------------------- |
| 77 試合               | (T)KO                 | 判定                  | その他                | 引き分け              | 無効試合              |                       |
| 47 勝                 | 23                    | 24                    | 0                     | 3                     | 1                     |                       |
| 26 敗                 | 14                    | 12                    | 0                     | 3                     | 1                     |                       |

| 勝敗 | 対戦相手                     | 試合結果                                     | 大会名                                                                             | 開催年月日     |
| ○    | マウロ・エレーラ             | 3R終了 判定2-0                               | 新日本キックボクシング協会「TITANS NEOS 20」                                       | 2016年9月18日  |
| ○    | 工藤勇樹                     | 3R終了 判定3-0                               | MAT vol.1                                                                          | 2015年12月19日 |
| ×    | プリンス・アリ               | 1R 1:15 TKO（タオル投入）                    | HEAT36 【HEATキックルール ヘビー級王者決定戦】                                     | 2015年11月29日 |
| ×    | KOICHI                       | 3R終了 判定0-3                               | 「BLADE 2」                                                                        | 2015年8月1日   |
| ○    | 池田強宏                     | 2R 1:41 TKO（パンチ連打）                    | 「CHAKURIKI 1」                                                                    | 2015年3月15日  |
| ○    | Mr.神風                      | 3R終了 判定3-0                               | 「武勇伝」in 石垣島                                                                | 2015年1月31日  |
| ×    | 張暢                         | 5R終了 判定0-3                               | 「搏击王者佛山争霸赛」                                                             | 2014年12月13日 |
| ×    | 松本哉朗                     | 3R終了 判定0-3                               | 新日本キックボクシング協会「TITANS NEOS 16」                                       | 2014年9月13日  |
| ×    | 清水賢吾                     | 3R 1:47 TKO（右ハイキック）                  | RISE 99 【RISEヘビー級タイトルマッチ】                                             | 2014年4月29日  |
| ○    | 羅王丸                       | 3R終了 判定3-0                               | RISE 97                                                                            | 2014年1月25日  |
| ○    | Mr.神風                      | 3R終了 判定2-0                               | LEGEND 4                                                                           | 2013年11月17日 |
| -    | 羅王丸                       | 無効試合                                     | RISE 95                                                                            | 2013年9月13日  |
| ○    | 野尻和樹                     | 3R終了 判定3-0                               | RISE 93                                                                            | 2013年6月9日   |
| ○    | 高萩ツトム                   | 3R終了 判定3-0                               | Bigbang ～統一への道～ 其の十二                                                    | 2013年2月24日  |
| ○    | 橋本友彦                     | 1R 0:18 KO（右フック）                       | Bigbang ～統一への道～ 其の十一                                                    | 2012年12月2日  |
| ×    | 上原誠                       | 3R終了 判定0-3                               | K-1 RISING 2012 WORLD GP FINAL 16                                                  | 2012年10月14日 |
| ○    | アレックス・ロバーツ         | 2R 1:07 KO（パンチ連打）                     | Bigbang ～統一への道～ 其の十                                                      | 2012年9月2日   |
| ○    | 角谷正義                     | 1R 2:03 KO（右ストレート）                   | GENOME 21                                                                          | 2012年7月14日  |
| ○    | 西田操一                     | 1R 1:23 KO（右フック）                       | Bigbang ～統一への道～ 其の九                                                      | 2012年6月3日   |
| ×    | ファビアーノ・サイクロン     | 2R 1:36 KO                                   | HEAT22 【HEATキックルール ヘビー級タイトルマッチ】                                 | 2012年4月8日   |
| ×    | シング・心・ジャディブ       | 2R 2:59 TKO（顎のカット）                    | RISE 85 HEAVY WEIGHT TOURNAMENT2011                                                | 2011年11月23日 |
| △    | アレックス・ロバーツ         | 3R終了 判定0-1                               | 新日本キックボクシング協会「TITANS NEOS X」                                        | 2011年9月4日   |
| ○    | 高萩ツトム                   | 3R終了 判定2-0                               | RISE 80                                                                            | 2011年7月23日  |
| ○    | 楠ジャイロ                   | 3R 0:39 KO（右ローキック）                   | 新日本キックボクシング協会「TITANS NEOS IX」                                       | 2011年4月17日  |
| ○    | 富平辰文                     | 3R終了 判定2-0                               | HEAT17 【HEATキックルール ヘビー級タイトルマッチ】                                 | 2011年3月13日  |
| ○    | マグナム酒井                 | 3R+延長R終了 判定3-0                         | マーシャルアーツ日本キックボクシング連盟「BREAK-8 〜士道館新春興行〜」             | 2011年1月15日  |
| ×    | KOICHI                       | 5R終了 判定0-3                               | Fujiwara Festival 〜藤原祭り2010〜 【WPMF日本ヘビー級王座決定戦】                  | 2010年12月1日  |
| ○    | ムーン・ボーラム             | 1R 1:43 TKO（レフェリーストップ）            | HEAT14 【HEATキックルール ヘビー級タイトルマッチ】                                 | 2010年7月18日  |
| ○    | 松本哉朗                     | 2R 0:24 KO（左フック）                       | 新日本キックボクシング協会「TITANS NEOS VII」                                      | 2010年4月18日  |
| ○    | 命                           | 2R 2:08 TKO（3ノックダウン）                 | HEAT13                                                                             | 2010年3月14日  |
| ○    | エメカ・ザ・ブラックサムライ | 3R終了 判定3-0                               | HEAT11                                                                             | 2009年9月26日  |
| ○    | 上原誠                       | 3R終了 判定3-0                               | HEAT10 【HEATキックルール ヘビー級トーナメント 決勝】                              | 2009年7月18日  |
| ○    | ムーン・ボーラム             | 3R終了 判定2-0                               | HEAT9 【HEATキックルール ヘビー級トーナメント 準決勝】                             | 2009年3月28日  |
| ○    | プリンス・アリ               | 3R 2:32 TKO（タオル投入：右ストレート）      | HEAT8 【HEATキックルール ヘビー級トーナメント 1回戦】                              | 2008年12月14日 |
| ○    | ゲーリー・グッドリッジ       | 3R終了 判定3-0                               | 日韓親善国際格闘技大会 GLADIATOR 【K-1ルール】                                     | 2008年8月16日  |
| ×    | ルスラン・カラエフ           | 3R 2:06 KO（3ノックダウン：右膝蹴り）        | 新日本キックボクシング協会「MAGNUM 16」                                            | 2008年3月9日   |
| ×    | ポール・スロウィンスキー     | 1R 1:50 KO（左ローキック）                   | K-1 WORLD GP 2007 IN AMSTERDAM 【EUROPE GP 1回戦】                                 | 2007年6月23日  |
| ○    | ウイル・リーバ               | 3R終了 判定3-0                               | 新日本キックボクシング協会「TITANS NEOS」                                          | 2007年4月22日  |
| ×    | グーカン・サキ               | 2R終了時 TKO（タオル投入）                   | K-1 WORLD GP 2007 IN YOKOHAMA                                                      | 2007年3月4日   |
| ○    | フレディ・ケマイヨ           | 3分3R終了 判定2-0                            | K-1 REVENGE 2006 K-1 WORLD GP 2006 in SAPPORO 〜アンディ・フグ七回忌追悼イベント〜 | 2006年7月30日  |
| △    | ガオグライ・ゲーンノラシン   | 3R終了 判定0-0                               | 新日本キックボクシング協会「TITANS 3rd」                                           | 2006年4月28日  |
| ×    | 富平辰文                     | 延長R終了 判定1-2                            | K-1 WORLD GP 2005 in HIROSHIMA 【JAPAN GP 1回戦】                                  | 2005年6月14日  |
| ×    | ジェロム・レ・バンナ         | 2R 1:03 KO（左ローキック）                   | K-1 WORLD GP 2004 決勝戦 【リザーブファイト】                                      | 2004年12月4日  |
| ×    | レイ・セフォー               | 3分3R終了 判定0-3                            | K-1 WORLD GP 2004 in TOKYO 開幕戦 【1回戦】                                        | 2004年9月25日  |
| ○    | ノブ・ハヤシ                 | 3分3R終了 判定3-0                            | K-1 BEAST 2004 in SHIZUOKA 〜JAPAN GP 決勝トーナメント〜 【JAPAN GP 決勝】         | 2004年6月26日  |
| ○    | 富平辰文                     | 3R 0:58 KO（2ノックダウン：右ストレート）    | K-1 BEAST 2004 in SHIZUOKA 〜JAPAN GP 決勝トーナメント〜 【JAPAN GP 準決勝】       | 2004年6月26日  |
| ○    | 内田ノボル                   | 3分3R終了 判定2-0                            | K-1 BEAST 2004 in SHIZUOKA 〜JAPAN GP 決勝トーナメント〜 【JAPAN GP 1回戦】        | 2004年6月26日  |
| ○    | バタービーン                 | 3分3R終了 判定3-0                            | K-1 BEAST 2004 〜新潟初上陸〜                                                      | 2004年3月14日  |
| ○    | キモ                         | 2R 2:06 KO（3ノックダウン：左フック）        | K-1 BURNING 2004 〜沖縄初上陸〜                                                    | 2004年2月15日  |
| ×    | マイケル・マクドナルド       | 2R 0:46 KO（右ハイキック）                   | INOKI BOM-BA-YE 2003 馬鹿になれ夢を持て                                            | 2003年12月31日 |
| ○    | 柴田勝頼                     | 2R 2:08 KO（膝蹴り）                         | 新日本プロレス YOKOHAMA DEAD OUT 【K-1ルール】                                     | 2003年11月3日  |
| ×    | 藤本祐介                     | 3分3R終了 判定0-3                            | K-1 SURVIVAL 2003 〜JAPAN GP 決勝戦〜 【JAPAN GP 準決勝】                          | 2003年9月21日  |
| ○    | 中迫剛                       | 3分3R+延長R終了 判定3-0                      | K-1 SURVIVAL 2003 〜JAPAN GP 決勝戦〜 【JAPAN GP 1回戦】                           | 2003年9月21日  |
| ○    | TSUYOSHI                     | 3分3R終了 判定2-0                            | K-1 BEAST II 2003 【K-1 JAPAN GP 2003 出場決定戦】                                 | 2003年6月29日  |
| ○    | トム・エリクソン             | 4R 1:14 KO（右フック）                       | K-1 BEAST 2003 〜山形初上陸〜                                                      | 2003年4月6日   |
| ×    | 武蔵                         | 延長R終了 判定0-2                            | K-1 ANDY SPIRITS 〜JAPAN GP 決勝戦〜 【JAPAN GP 1回戦】                            | 2002年9月22日  |
| ○    | タケル                       | 1R 1:52 KO（3ノックダウン：パンチ連打）      | K-1 BURNING 2002 〜広島初上陸〜 【K-1 JAPAN GP 2002 出場決定戦】                   | 2002年4月21日  |
| ×    | ジェロム・レ・バンナ         | 1R 1:42 KO（右ストレート）                   | K-1 WORLD GP 2002 in NAGOYA                                                        | 2002年3月3日   |
| ○    | レネ・ローゼ                 | 1R 1:25 KO（パンチ連打）                     | K-1 RISING 2002 〜静岡初上陸〜                                                     | 2002年1月27日  |
| ×    | マーク・ハント               | 1R 2:52 KO（右フック）                       | K-1 WORLD GP 2001 in MELBOURNE 【OCEANIA GP 1回戦】                                | 2001年6月16日  |
| ×    | マイク・ベルナルド           | 4R 1:32 TKO（タオル投入）                    | K-1 RISING 2001 〜四国初上陸〜                                                     | 2001年1月30日  |
| △    | 大石亨                       | 3分5R終了 判定0-1                            | K-1 J・MAX                                                                         | 2000年11月1日  |
| ×    | ミルコ・クロコップ           | 3分3R終了 判定0-3                            | K-1 WORLD GP 2000 in FUKUOKA 【準決勝】                                            | 2000年10月9日  |
| ○    | トーマス・クチャゼウスキー   | 1R 1:48 KO（右ストレート）                   | K-1 WORLD GP 2000 in FUKUOKA 【1回戦】                                             | 2000年10月9日  |
| ×    | 武蔵                         | 3分3R終了 判定0-3                            | K-1 SPIRITS 2000 【JAPAN GP 2000 決勝】                                            | 2000年7月7日   |
| ○    | 滕軍                         | 3分3R終了 判定3-0                            | K-1 SPIRITS 2000 【JAPAN GP 2000 準決勝】                                          | 2000年7月7日   |
| ○    | 鈴木政司                     | 3R 2:17 TKO（レフェリーストップ）            | K-1 SPIRITS 2000 【JAPAN GP 2000 2回戦】                                           | 2000年7月7日   |
| ○    | 宮本正明                     | 1R 2:19 KO（右脛骨折）                       | K-1 SURVIVAL 2000 【JAPAN GP 2000 1回戦】                                          | 2000年5月28日  |
| ×    | ミルコ・クロコップ           | 4R 2:51 KO（左ストレート）                   | K-1 BURNING 2000                                                                   | 2000年3月19日  |
| ○    | ノブ・ハヤシ                 | 3R 0:50 TKO（左まぶたのカット）              | K-1 RISING 2000                                                                    | 2000年1月25日  |
| ×    | アンディ・フグ               | 1R 1:51 KO （3ノックダウン：右後ろ回し蹴り） | K-1 GRAND PRIX '99 開幕戦 【1回戦】                                                | 1999年10月3日  |
| ×    | 武蔵                         | 3分3R終了 判定0-3                            | K-1 SPIRITS '99 【K-1 JAPAN GP '99 準決勝】                                        | 1999年8月22日  |
| ○    | 滕軍                         | 3分2R終了 判定2-0                            | K-1 SPIRITS '99 【K-1 JAPAN GP '99 2回戦】                                         | 1999年8月22日  |
| ○    | 滝川リョウ                   | 1R 2:06 KO（2ノックダウン）                  | K-1 SPIRITS '99 【K-1 JAPAN GP '99 1回戦】                                         | 1999年8月22日  |
| ○    | クリス・バラード             | 1R TKO                                       | THE NIGHT OF GRADIATORS 〜KING OF THE RING〜（クロアチア）                         | 1999年7月10日  |
| ○    | サイモン・ドール             | 3R 1:55 TKO（戦意喪失）                      | K-1 SURVIVAL '99                                                                   | 1999年6月6日   |
| ○    | ジョン・ワイアット           | 3分5R終了 判定3-0                            | K-1 THE CHALLENGE '99                                                              | 1999年3月22日  |

### アマチュアキックボクシング
| 勝敗 | 対戦相手     | 試合結果          | 大会名          | 開催年月日    |
| ×    | ノッコン寺田 | 1分1R終了 判定0-4 | BREAKING DOWN 7 | 2023年2月19日 |

### ボクシング
| 戦           | 日付          | 勝敗 | 時間 | 内容 | 対戦相手 | 国籍 | 備考                             |
| ------------ | ------------- | ---- | ---- | ---- | -------- | ---- | -------------------------------- |
| 1            | 2010年8月25日 | ☆    | 2R   | KO   | 須藤信充 | 日本 | BOXFIGHT旗揚げ戦 〜Firstimpact〜 |
| テンプレート |               |      |      |      |          |      |                                  |

### シュートボクシング
| 勝敗 | 対戦相手 | 試合結果                 | 大会名                  | 開催年月日    |
| ×    | 南国超人 | 3R 1:50 フロントチョーク | SHOOT BOXING 2015 act.2 | 2015年4月18日 |

## 獲得タイトル
アマチュアボクシング
- 第65回全日本アマチュアボクシング選手権大会ライトミドル級優勝

プロ格闘技
- 初代HEATキックルール ヘビー級王座
- K-1 JAPAN GP 2000 準優勝
- K-1 JAPAN GP 2004 優勝

## ファイトスタイル
- K-1参戦初期は、ボクシングスタイルに固執し「キックはいらない」というコメントをしていたが、伊原道場でトレーニングを積み、キックも繰り出すようになった。

## 人物
- 夫人の影響で、大の阪神タイガースファンとしても知られる。
- 夫人の名前もヒロミであるため、夫婦揃って天田ヒロミである。
- 家族は妻と2男（双子）1女。

## エピソード
- プロバスケットボール選手である佐古賢一は大学時代の先輩であり、同じ寮で過ごした期間もある。